# Madrid (Schiff)
Die Madrid war ein Passagierschiff der Hamburg Süd. Sie war 1922 als Sierra Nevada von der Vulcan-Werft in Stettin an den Norddeutschen Lloyd (NDL) für den Liniendienst nach Südamerika geliefert worden. Sie war ein Nachbau der Vorkriegs-Sierra-Klasse, hatte allerdings einen zweiten (blinden) Schornstein. Im Zuge der staatlichen Entflechtung der deutschen Reedereien und ihrer Fahrtgebiete kam die Madrid 1934 zur Hamburg Süd. Im Zweiten Weltkrieg wurde das Schiff am 9. Dezember 1941 durch britische Flugzeuge vor Den Helder auf 52° 57′ 0″ N, 4° 35′ 0″ O versenkt.

## Geschichte
Die zweite Sierra Nevada (II) des NDL war ein Nachbau der Vorkriegs-Sierra-Klasse und wurde als Bau-Nr. 666 beim Stettiner Vulcan für den Südamerika-Dienst der Reederei gebaut. Sie besaß im Gegensatz zu den Vorkriegsschiffen zwei Schornsteine, wobei der hintere nur eine Attrappe war, um das Schiff länger erscheinen zu lassen. Sie war 8.736 BRT vermessen und hatte eine Tragfähigkeit von 8.000 tdw.

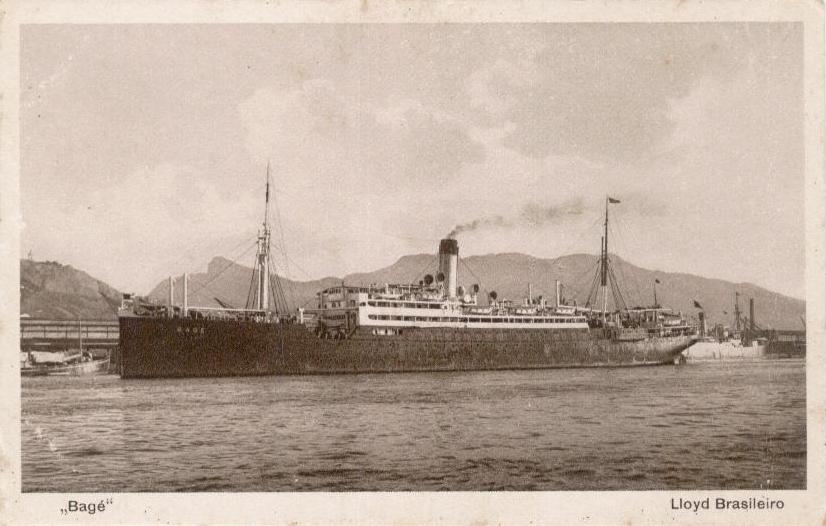
Die erste Sierra Nevada als brasilianische Bagé

Die erste Sierra Nevada des NDL war das Typschiff der Vorkriegsschiffe gewesen. 1917 hatte Brasilien das dort wegen des Ersten Weltkriegs aufliegende Schiff beschlagnahmt und als Bagé wieder in Fahrt gebracht. Die Bagé wurde am 1. August 1943 durch U 185 versenkt.
Das neue Schiff war 133,50 m lang und 17,25 m breit. Die zwei Dreifachexpansionsdampfmaschinen mit einer Gesamtleistung von 4400 PS wirkten auf zwei Schrauben. Damit erreichte die Sierra Nevada eine Geschwindigkeit von 13,5 Knoten. Sie konnte 104 I. Klasse-, 246 II. Klasse- und 416 III. Klasse-Passagiere befördern. Die Besatzung umfasste 210 Mann. Ihr Stapellauf war am 22. Mai 1922 und am 6. September 1922 wurde das Schiff an den NDL abgeliefert.
Zum Ende ihrer zivilen Dienstzeit bei der Hamburg-Süd hatte die Madrid 221 Plätze für Passagiere in der Zweiten Klasse und 209 in der Dritten Klasse. 302 Fahrgäste konnten im Zwischendeck untergebracht werden. Die Besatzung bestand aus 186 Mann.

### Einsätze
Am 16. September 1922 begann die als Auswandererschiff geplante Sierra Nevada ihre Jungfernfahrt von Bremen nach New York (zwei Reisen). Erst Ende 1922 fuhr sie das erste Mal nach Südamerika.
Im Juli 1925 wurde sie in Madrid umbenannt und die Passagierunterkünfte wurden umgebaut für dann 221 Fahrgäste II. Klasse und 221 III. Klasse in Kammern und weitere 416 Passagiere in Schlafsälen unter Verzicht auf eine I. Klasse. Die Umbenennung erfolgte wohl auch, weil der NDL inzwischen drei neue, wesentlich größere Sierra-Schiffe von über 11.000 BRT in Fahrt hatte. 1927 führte die Madrid erstmals eine Ostsee-/ Skandinavien-Kreuzfahrt durch. Gelegentlich erfolgten weitere Einsätze als Kreuzfahrtschiff bis 1932.
1929 war die Madrid in einem Fahrplan mit den 1922/23 gebauten Weser (III) und Werra (II), 9450 BRT, auf der Linie Bremen, Vigo, Lissabon, Madeira, Teneriffa, (Bahia), Rio de Janeiro, Santos, (Sao Francisco do Sul), (Rio Grande do Sul), Montevideo bis Buenos Aires eingesetzt.
Die drei Schiffe der neuen Sierra-Klasse, Sierra Córdoba (II), Sierra Morena und Sierra Ventana (II), bedienten daneben die Linie Bremen, Boulogne, Vigo, Lissabon, Madeira, Rio de Janeiro, Santos, Montevideo, Buenos Aires. Darüber hinaus kam noch die Gotha im Passagierverkehr nach Südamerika zum Einsatz.
1932 kam die Madrid gelegentlich auf der verstärkten Ozean-Linie nach Kuba und Mexiko mit den Ex-Schuldt-Schiffen Rio Bravo und Rio Panuco und zwei neuen Sierra-Dampfern zum Einsatz. Nach einem erneuten Umbau der Fahrgasträume standen jetzt Plätze für 182 Fahrgäste II. Klasse (mit der Möglichkeit bis zu 57 Zusatzbetten aufzustellen) und 274 III. Klasse in Kammern und weitere 301 Passagiere in Schlafsälen zur Verfügung.
Unter ihrem alten Namen Sierra Nevada setzte der NDL zwischen 1932 und 1934 nach Südamerika die gecharterte Antonio Delfino der Hamburg-Südamerikanischen Dampfschiffahrtsgesellschaft ein.
Im Zuge der Neuordnung der deutschen Linienschifffahrt mussten 1934 NDL und HAPAG ihre Südamerika-Ostküsten-Fahrt aufgeben und Schiffe abgeben. So bekam die Hamburg-Süd nicht nur die an den NDL unter Druck vercharterten Schiffe zurück, sondern erhielt auch die Madrid. 1934 noch gechartert und später gekauft, blieb sie wie auch andere Abgaben des NDL bis nach Kriegsbeginn in Bremen registriert.

### Schicksal im Weltkrieg
Bei Kriegsbeginn lief die Madrid Las Palmas an und verblieb dort bis zum Herbst 1940. Vom 3. bis zum 28. Dezember 1940 gelang ihr der Blockadedurchbruch nach Saint-Nazaire. Der zweite Schornstein wurde entfernt und ab dem 15. Februar 1941 diente sie als Wohnschiff für U-Bootbesatzungen. Am 9. Dezember 1941 wurde sie bei einem britischen Luftangriff auf einen deutschen Geleitzug von acht Schiffen in der Nähe von Den Helder vor der Küste von Nordholland versenkt. Dabei starben 12 Menschen. Die Madrid hatte vier Bombentreffer erhalten und trieb auf die Küste zu. Sie lief bei der Keizersbult auf. Versuche, das brennende Schiff abzubringen, scheiterten und 1942 sank das ausgebrannte Schiff.